# Gary Guglielmi
Gary Graham Christopher Guglielmi (ur. 14 sierpnia 1958 w Sydney) – australijski żużlowiec.

## Życiorys
Brązowy medalista indywidualnych mistrzostw Australii (Mildura 1984). Srebrny medalista mistrzostw Australii par (1985).
Reprezentant Australii na arenie międzynarodowej. Trzykrotny finalista mistrzostw świata par (Liverpool 1982 – IV miejsce, Göteborg 1983 – srebrny medal, Lonigo 1984 – V miejsce). Uczestnik eliminacji drużynowych oraz indywidualnych mistrzostw świata (najlepszy wynik: Liverpool 1981 – VII miejsce w finale Australazji).
W lidze brytyjskiej reprezentował barwy klubów: Coventry Bees (1977–1984), Hackney Hawks (1978) oraz Boston Barracudas (1978, 1980).